# Deus no cristianismo

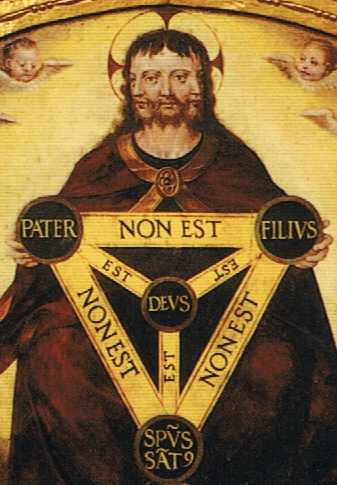
Reperesentação da Trindade por Jerónimo Cosida

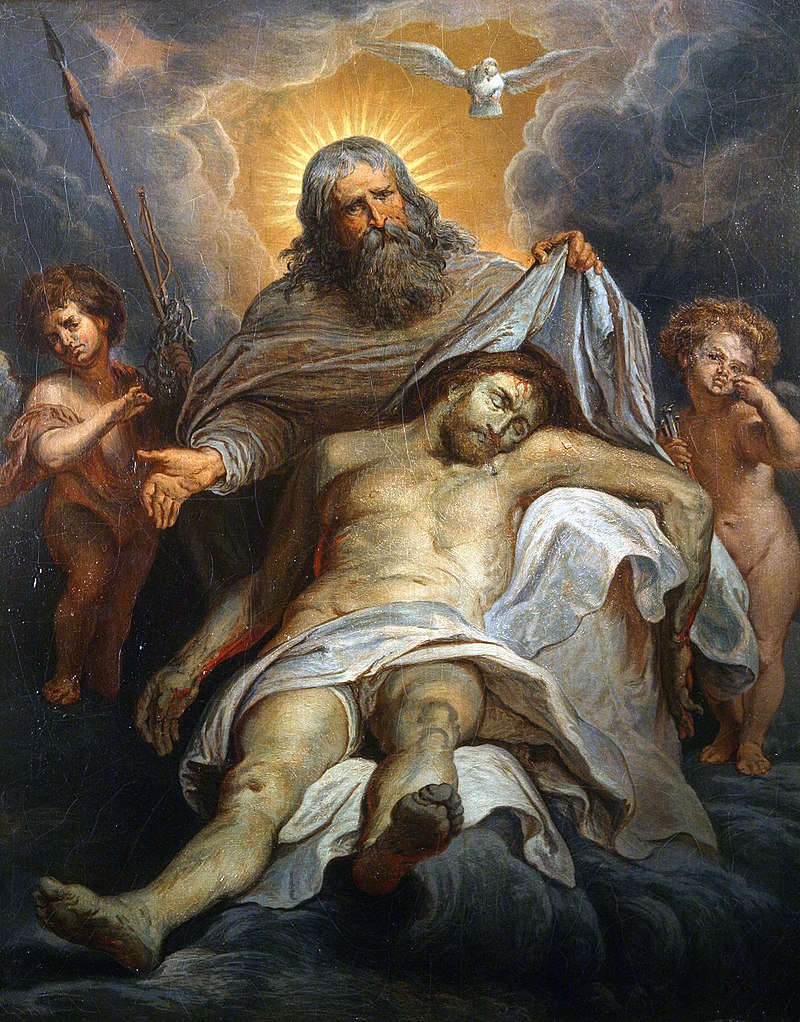
La Sainte Trinite, pintura de Gustave Doré (1866). Deus, o Pai apresenta o corpo de Cristo, seu Divino Filho, com o Espírito Santo visível como uma pomba no topo da imagem.

Deus no cristianismo é a doutrina sobre Deus, O ser divino que criou e governa todo o Universo, segundo a visão cristã. Ele é revelado em três personalidades diferentes: Como O Pai, como O Filho e como O Espírito Santo. A'O Deus Trino crê-se em diferentes atributos, entre eles o amor, o mais importante de todos (I São João 4:8) e manifesto assim por São Paulo em I Coríntios 13, a Onipotência, a Onisciência, a Onipresença, a Santidade, a Verdade (São João 14:16), a Justiça e a Fidelidade.
Os cristãos acreditam que Deus é espírito (São João 4:24), incriado, onipotente e eterno. O criador e O sustentador das coisas, que resgata o mundo através de Seu Eterno Filho, encarnado d’A Virgem Maria, chamado Jesus Cristo. Com este plano de fundo, a crença na divindade de Cristo e na d'O Espírito Santo é expressa como a doutrina da Santíssima Trindade, que descreve uma única essência divina já existente como três pessoas distintas e inseparáveis: O Pai, O Filho (Jesus Cristo), e O Espírito Santo (I São João 5:7). De acordo com esta doutrina, Deus não está dividido, no sentido de que cada pessoa tem um terço de todo, mas antes, cada pessoa é considerada como sendo plenamente Deus (cf. Perichoresis). A distinção reside nas suas relações.

## Ente Supremo
O termo Ente Supremo (em inglês: Godhead) é um termo que denota deidade ou divindade. Embora muitas vezes seja utilizado como sinônimo para Trindade,[a] os dois não são sinônimos.
O termo Godhead é utilizado apenas por algumas traduções da Bíblia para o inglês (por exemplo, a King James), e em apenas três passagens.[b]
A natureza do Ente Supremo pode variar entre denominações cristãs. Nas três vertentes principais do cristianismo, o catolicismo, a ortodoxia e o protestantismo, a visão trinitarista prevalece: o Ente Supremo é associado à Santíssima Trindade e a palavra é frequentemente utilizada como sinônimo para Trindade.

## Trindade

A Trindade é a crença de que Deus é um Deus em três pessoas: o Pai, o Filho (Jesus) e o Espírito Santo. Na imagem, o Escudo da Trindade.

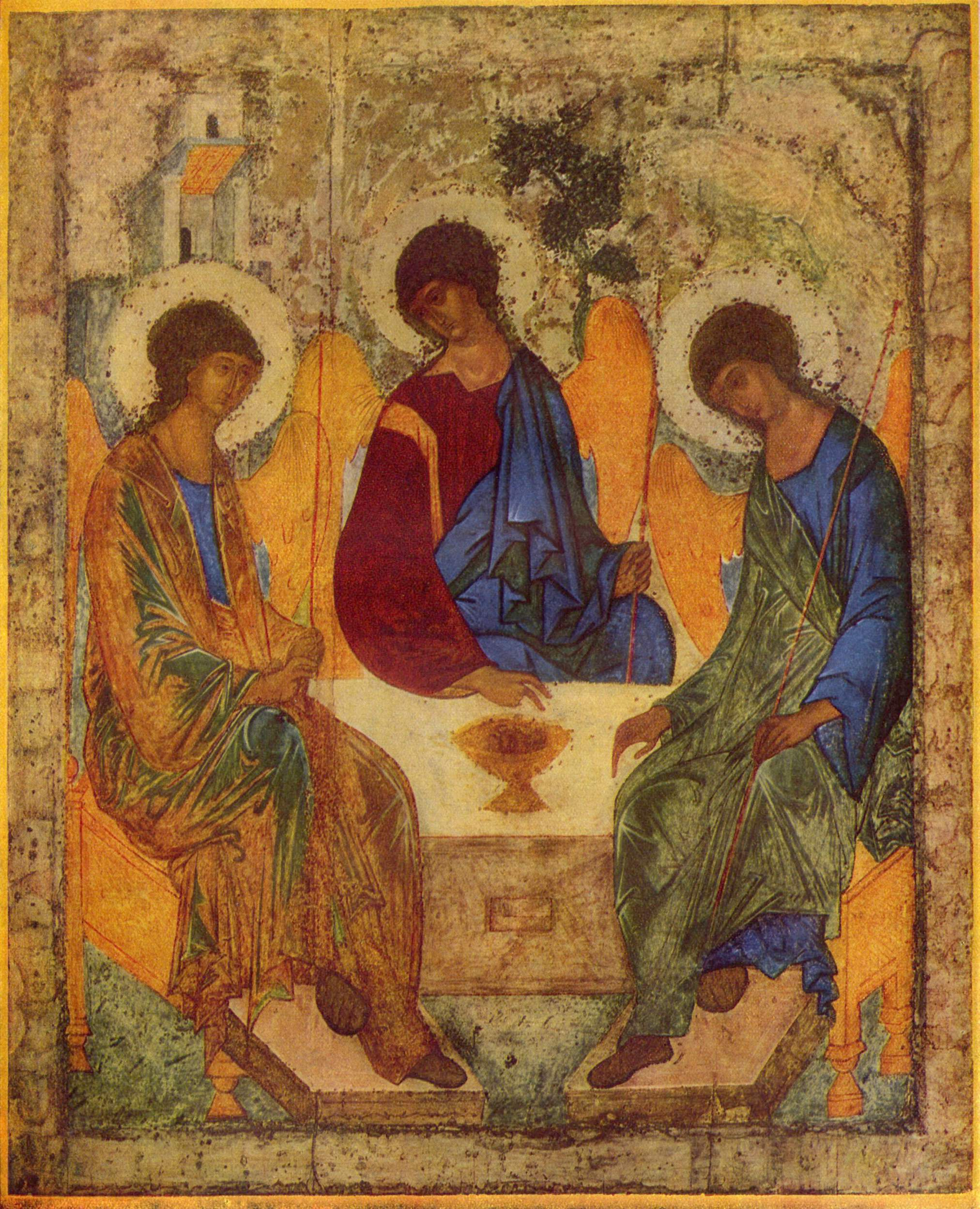
A Hospitalidade de Abraão, de Andrei Rublev: Os três anjos representam as três pessoas da trindade.

A Trindade é considerada pela grande maioria dos cristãos como um dos núcleos fundamentais de sua fé, tanto que muitos cristãos consideram grupos não trinitários como não cristãos. Existem, no entanto, certos grupos denominados cristãos que rejeitam a doutrina da Trindade completamente ou que defendem uma variante de tal doutrina, e estes são chamados de heréticos pelos cristãos tradicionais. Desde tempos pós-nicenicos, os trinitários constituem a maioria do cristianismo.
Para eles, Deus Pai não está completamente separado de Deus Filho e de Deus Espírito Santo, as outras pessoas divinas. Tais cristãos descrevem estas três pessoas como uma Trindade. Isso significa que eles sempre existiram como três "pessoas" diferentes (grego hypostases), mas são um Deus, cada um tendo plena identidade como o próprio Deus (seriam portanto uma única "substância"), e teriam uma única "natureza divina" e poder, e uma única vontade.
Os não trinitários possuem algumas ideias alternativas sobre a Santíssima Trindade. Alguns descrevem o Pai, Filho e Espírito como três deuses distintos (Triteísmo), outros os descrevem como uma "manifestação" de um único ser (Sabelianismo). Algumas teorias dizem que a relação de Pai e Filho começou em algum momento antes da "história" (Arianismo), e outros acreditam que Deus se tornou Pai quando ele proferiu a sua criação Λογος ("logos" ou "palavra"). Outras formas de interpretação encontram fortes afinidades com as ideias tradicionais do paganismo de um salvador ou herói que ganhou a deidade, uma ideia semelhante à do Mitraísmo.
No cristianismo, a doutrina da Santíssima Trindade afirma que Deus, sendo um, existe  simultaneamente e eternamente, como uma união das três hipóstases: o Pai, o Filho (encarnado como Jesus de Nazaré), e o Espírito Santo. Desde o século IV, esta doutrina tem sido defendida por ambos os ramos do cristianismo (tanto o Ocidental quanto o Oriental). Aqueles que apoiam a doutrina da Trindade são chamados de 'trinitários'. A grande maioria dos cristãos são trinitários. Em oposição, algumas das doutrinas não trinitárias incluem o Binitarianismo (duas divindades / pessoas / aspectos) e o Unitarismo (uma deidade / pessoa / aspecto).
Nem o Antigo nem Novo Testamento usam o termo "Santíssima Trindade", embora os trinitários defendem que o conceito está implícito na Bíblia. A doutrina da Trindade é resultado da exploração contínua pela Igreja dos dados bíblicos, discutidos em debates e tratados. Foi expressa nos escritos antigos a partir do início do século II. O Primeiro Concílio de Niceia, em 325 d.C., estabeleceu o dogma trinitário quase universalmente e rejeitou expressamente qualquer teoria contrária como heresia. As mais reconhecidas bases bíblicas para a formulação da doutrina estão no Evangelho de João.

### Ambivalência a doutrina trinitária
Alguns cristãos, especialmente os restauracionistas, são ambivalentes sobre a doutrina da Trindade. Embora não rejeitem a visão trinitária, apresentam uma doutrina alternativa para o relacionamento de Deus com a humanidade. Alguns, como a Sociedade dos Amigos (Quaker), pode rejeitar toda a doutrina. Outros, como os restauracionistas das Igrejas de Cristo, dizem que, de acordo com a sua doutrina de interpretação bíblica, uma vez que a doutrina da Trindade não está claramente definida na Bíblia, não pode ser exigida para a salvação.
Não trinitários comumente se referem aos seguintes pontos, em oposição ao ensino trinitário:
- Os trinitários não seguem o estrito monoteísmo encontrado no judaísmo e no Antigo Testamento, que Jesus alegou ter cumprido;
- Este ensino é uma invenção dos primeiros pais da Igreja, como Tertuliano;
- Ele é paradoxal e, por conseguinte, não estão em conformidade com razão;
- Ele reflete influência de religiões pagãs, alguns dos quais têm tríades divinas;
- Isso contradiz a doutrina da Sagrada Escritura, tal como quando Jesus afirma que o Pai é maior do que ele, ou os ensinos de Paulo: "Mas para nós há um só Deus, o Pai, dos quais são todas as coisas, e nós com ele, e um só Senhor, Jesus Cristo, através de quem são todas as coisas.";[5]
- Que o apoio bíblico à doutrina é, na melhor das hipóteses, implícito. Por exemplo, o Novo Testamento refere-se ao Pai e ao Filho juntos com muito mais freqüência do que o Pai, Filho e Espírito Santo;
- A palavra "Trindade" não aparece na Bíblia.

#### Cristianismo trinitário
A grande maioria dos cristãos são trinitários, e acreditam que o Espírito Santo leva as pessoas à fé em Jesus e dá-lhes a capacidade de conduzir a vida cristã. O Espírito Santo é apresentado como um "Conselheiro" ou "Ajudador", orientando as pessoas ao caminho da verdade.
Jesus descreve o Espírito Santo como o prometido "advogado" em João 14:26. Depois de sua morte e ressurreição, como é crido, Cristo disse a seus discípulos que eles seriam "batizados com o Espírito Santo". Tal frase teria se cumprido no dia de Pentecostes, quando, segundo a Bíblia, os discípulos de Jesus estavam reunidos em Jerusalém e foi ouvido um poderoso vento e línguas de fogo apareceram sobre as suas cabeças. Uma multidão multilíngue ouviu os discípulos falando, e cada um deles ouvi-los falar na sua nativa língua.

#### Cristãos não trinitários
Poucos grupos denominados cristãos rejeitam a doutrina da Trindade. Ao longo da história cristã, houve os arianos, os ebionitas, os gnósticos e de outros grupos de crenças não trinitárias. Esta posição foi rejeitada por muitos como o bispo Ireneu e, posteriormente, pelos concílios ecuménicos. O Credo Niceno levantou a questão da relação entre as naturezas de Jesus. As doutrinas do Monofisismo ("uma natureza") e do Monotelismo ("uma vontade") foram consideradas heréticas ao tentar explicar esta relação.
A Reforma Protestante trouxe novamente esta questão. Durante ela, foram executados vários não trinitários (tais como Miguel Servet), ou então forçados a manter as suas crenças secretas (tais como Isaac Newton). A eventual liberdade religiosa, permitiu aos não trinitários a propagação de suas crenças mais facilmente, e, no século XIX, assistiu-se ao estabelecimento de vários grupos não trinitários nos Estados Unidos da América e em outros países. Entre estes grupos incluem-se os Cristadelfianos, a Ciência Cristã, as Testemunhas de Jeová, a Igreja de Jesus Cristo dos Santos dos Últimos Dias e o Unitarianismo. Entre os movimentos não trinitários do século XX incluem-se os Pentecostais do Nome de Jesus e a Igreja da Unificação. Os grupos diferem entre si nos seus pontos de vista de Jesus Cristo, mostrando-lhe diversas vezes como um ser divino como Deus o Pai, como o Senhor do Antigo Testamento em forma humana, como um Deus não eterno, como profeta ou simplesmente um homem santo.

## Deus, O Pai
No Novo Testamento, Deus O Pai tem um papel especial na sua relação com a pessoa do Filho, Jesus (Hebreus 1:2-5). De acordo com o Credo Niceno, o Filho (Jesus Cristo) é "eternamente gerado do Pai", indicando que a sua divina relação não está vinculado a um evento no tempo ou história humana. A Bíblia refere-se a Cristo como o início de uma criação de Deus.
Na Ortodoxia, Deus O Pai é o "Arche" ou "principium" (começo), a "fonte" ou "origem", tanto da parte do Filho e do Espírito Santo.
No cristianismo, Deus é chamado de "Pai", um título inédito, nunca empregado anteriormente para referir-se à divindade. Além disso, ele é o criador e sustentador de criação, e o provedor de seus filhos. O Pai tem uma eterna relação com seu único Filho, Jesus, o que implica um conhecimento íntimo e exclusivo de sua natureza: "Ninguém conhece o Filho exceto o Pai, e ninguém sabe o Pai exceto o Filho e qualquer um a quem o Filho escolhe para revelar-lhe." (Mateus 11:27). Na teologia cristã, esta é a revelação de um sentido no qual a paternidade é inerente à natureza de Deus, uma relação eterna.
Para os cristãos, Deus Pai tem com a humanidade uma relação como a de um pai com seus filhos. Assim, os cristãos são chamados filhos de Deus. O Novo Testamento diz que, neste sentido, a própria ideia de família, onde quer que apareça, terá sempre seu nome associado à Deus Pai (Efésios 3:15), e, portanto, o próprio Deus é o modelo da família.
No entanto, existe um sentimento mais profundo em que cristãos acreditam que eles são feitos participantes na eterna relação de pai e filho, através de Jesus Cristo.[c]

## Deus, O Espírito Santo
Em grande parte dos grupos cristãos o Espírito Santo é uma das três pessoas divinas da Trindade que compõem uma única substância de Deus, isto é, o Espírito tem a mesma natureza essencial partilhada com Deus Pai  e Deus Filho (Jesus). A teologia cristã do Espírito Santo, ou pneumatologia, foi a última parte da teologia trinitária de ser plenamente explorado e desenvolvida. Por este motivo, existe uma maior diversidade entre os diversos entendimentos teológicos acerca do Espírito Santo do que em relação a'O Filho (cristologia) e a'O Pai. Dentro de teologia trinitária, o Espírito Santo é normalmente referido como a "terceira pessoa" do Deus Trino - com O Pai sendo a primeira pessoa e o Filho a segunda.
A existência do Espírito Santo é afirmada no Credo Apostólico. Dele também seria a responsabilidade pela Imaculada Conceição. No Credo Niceno (uma elaboração extensa do Credo Apostólico), é afirmado ainda que o Espírito Santo procede de um ou de ambos os outros membros da Trindade. Esta afirmação implica que o Espírito Santo seja co-substancial e coeterno com o Pai e o Filho.
O Espírito Santo é também afirmado como sendo "Aquele que dá a Vida". Este Espírito Santo é freqüentemente identificado como sendo a mesma entidade que Espírito do Senhor referenciado no Antigo Testamento.

## Cristologia

### Jesus, o Cristo

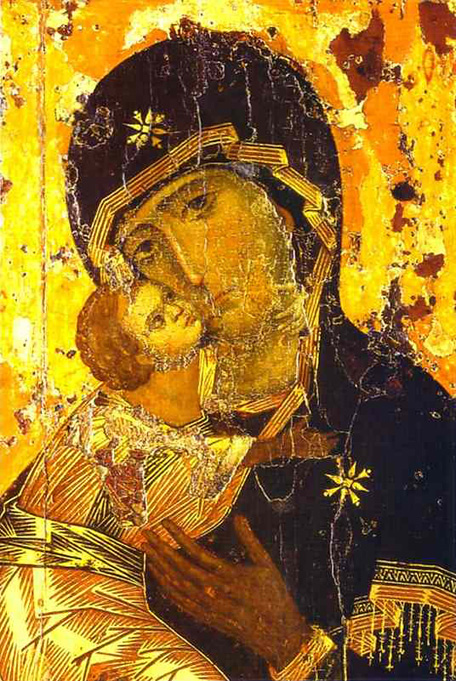
A imagem de Jesus e Maria, a Teótoco de Vladimir (século XII)

Ao longo de toda a história do cristianismo, as questões cristológicas têm sido muito importantes na vida da Igreja. A cristologia era a preocupação fundamental a partir do Primeiro Concílio de Niceia (325) até o Terceiro Concílio de Constantinopla (680). Ao longo deste período, os diferentes pontos de vista cristológicos dos grupos da comunidade cristã levaram a acusações de heresia, e, em alguns casos, à posterior perseguição religiosa. Em alguns casos, a principal característica distintiva de uma seita é a sua cristologia; e, nestes casos, é comum que a seita seja conhecida pelo nome dado à sua cristologia.
Tal como é indicado pelo nome "cristianismo", o foco da vida de um cristão é uma firme crença de que Jesus seria o Filho de Deus, e, portanto, o ‘'Messias ou Cristo’', que significa Ungido.
Os cristãos acreditam que, como Cristo, Jesus foi anunciado como governante e salvador da humanidade, e defendem que Jesus "cumpriu todas as profecias bíblicas que diziam respeito ao Messias do Antigo Testamento". A concepção cristã do Messias difere significativamente da concepção judaica. O núcleo da crença cristã é que, através da morte e ressurreição de Jesus, o pecado original dos seres humanos são perdoados, a humanidade passa a ser reconciliada com Deus e, assim, são oferecidas a salvação e a promessa de vida eterna.
Embora tenha havido disputas teológicas sobre a natureza de Jesus, os cristãos geralmente acreditam que Jesus é Deus encarnado e "verdadeiro Deus e verdadeiro homem" (que equivale a dizer que ele tem plenamente as duas naturezas: a divina e a humana). Jesus, por ter ficado plenamente humano, sofreu as dores e tentações de um homem mortal, mas ele não teria cometido nenhum pecado, tendo morrido em lugar dos demais pecadores. E, por ser plenamente Deus, ele derrotou a morte e ascendeu ao céu. De acordo com a bíblia, "Deus lhe levantou dos mortos", o fez ascender ao céu, para a "mão direita de Deus", e, no fim dos tempos, ele voltará a Terra para cumprir o resto das profecias bíblicas a respeito do Messias, como a ressurreição dos mortos, o julgamento final e o estabelecimento do Reino de Deus.
De acordo com os evangelhos, Jesus foi concebido pelo Espírito Santo e  nasceu da virgem Maria. A infância de Jesus é obscura, se comparada à sua vida adulta, especialmente à semana anterior a sua morte.